# Balinezen

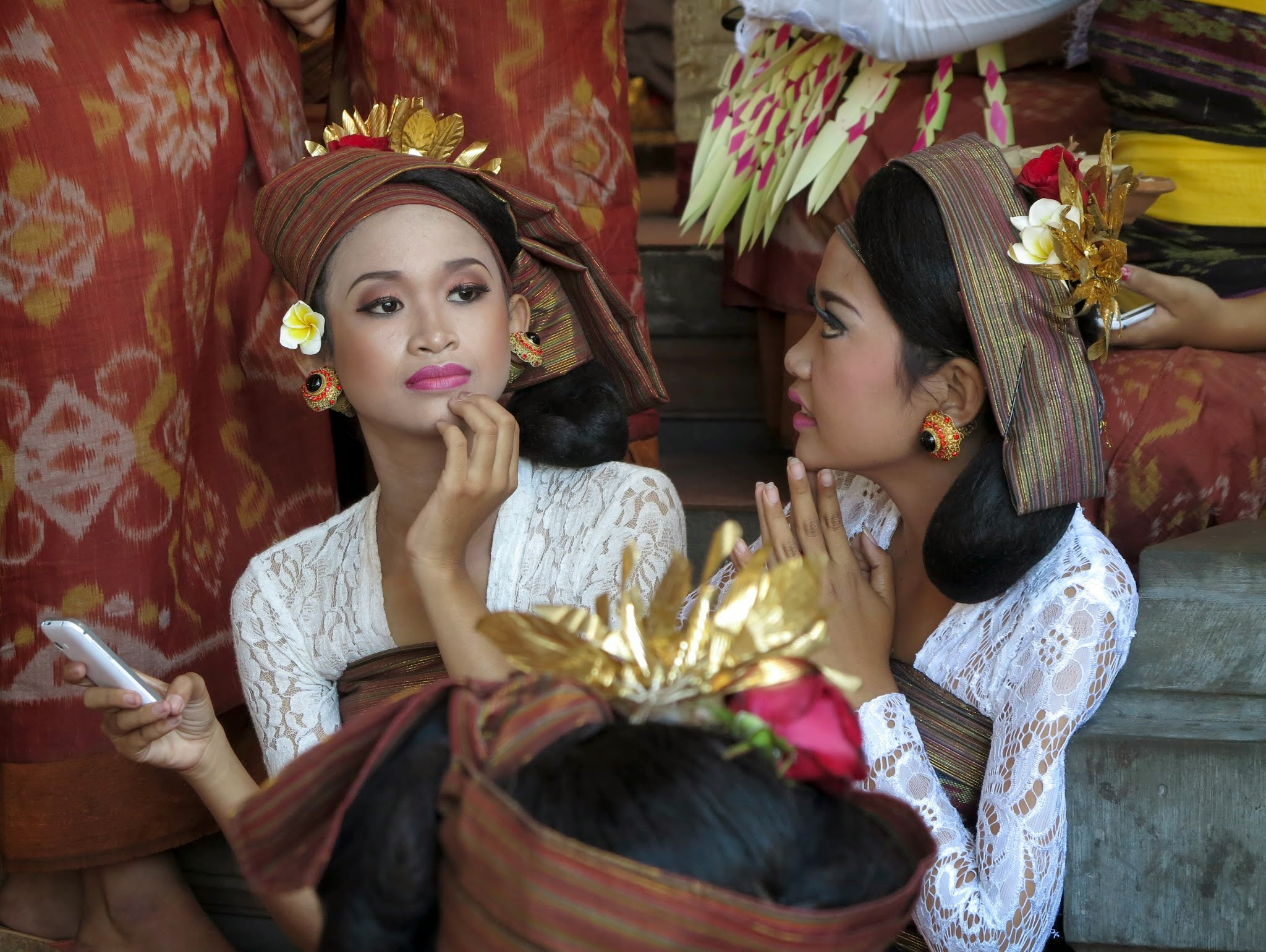
Balinese dans- en muziekvoorstelling bij de Kecac Uluwatu-tempel zonsondergang

Balinezen zijn de autochtone bewoners van het Indonesische eiland Bali. Daarnaast zijn Balinezen ook te vinden in het westen van Lombok en in het oosten van Java. Verder wonen tegenwoordig Balinezen verspreid over heel Indonesië. In Lampung en in Sulawesi wonen veel Balinezen.
Er zijn rond 5 miljoen Balinezen. De meesten van hen zijn hindoeïstisch, maar er zijn ook Balinezen die het boeddhisme, de islam of het christendom aanhangen.
De meeste Balinezen spreken het Balinees.